# はじめまして (テレビドラマ)
『はじめまして』は、TBS系で1975年5月1日から同年9月25日に放映された江利チエミ主演のテレビドラマ。制作はテレパック、TBS。
江利の出演しているテレビドラマで全話完全版として現存する数少ないドラマ。

## 経緯・概要
1974年11月17日に『東芝日曜劇場』枠で放送された「ムリすんなよ」が好評であったことから、それをベースに連続ドラマ化されたとされている。放送開始時、主演の江利は歌手として「酒場にて」がヒット中であった。またTBS系連続ドラマの出演は、1970年の「ザ・ガードマン」第287話「チエミのモーレツ女課長を殺せ!」にゲスト出演して以来5年ぶりであった。

## あらすじ
開業医の妻子雄作の長男・雄一は雄作の反対を押し切り3歳歳上の中田阿都子（あつこ）と結婚した。実家の医院を継がないまま《ふとんの出前洗濯と乾燥業》を生業とし、二人の子供を儲けてつつましく暮らしていたが、雄一は交通事故に遭い28歳の若さで不慮の死を遂げる。
未亡人となった阿都子は途方にくれ、仕事も手に就かないまま4カ月も仏壇の前で涙にくれる毎日を過ごしていたが、子供たちや弟たちに叱咤され、再び仕事を続けていくことを決意し、生活費も底をつき今の家でこれまで通りに暮らすには家賃の支払いが苦しいこともあり、心機一転引っ越すことにした。
ところが阿都子の弟・稜の見つけてきた新しい住まいは、偶然にも妻子医院の4件隣のご近所だった。阿都子は反発するが他に条件が見合う物件も見当たらないことや逃げていても仕様が無いからと腹を括って同意する。
阿都子たちは雄一の遺体を引き取ることも出来ず、阿都子は死のショックから葬儀にも参列しなかった。妻子家から月々送られてきた子供たちの養育費も一切受け取らず返金し続けていた。雄一の妹である右子（ゆうこ）とは付き合いがあったが、雄作とは会ったことが無かった。しかし、引っ越した矢先に、娘の行（みち）が高熱を出し、困りあぐねた阿都子はやむなく右子を頼りに妻子医院に駆け込んだが、右子は留守で居合わせたのは雄作。これが奇しくも子供たちと一緒に雄作との初めての出会いとなった。
頑固な雄作とひたむきな阿都子たちが次第に誤解を解きながら歩み寄っていく人間関係を中心に。人のこころの通い合いを描く。
舞台として想定されているのは世田谷区祖師谷大蔵界隈。

## 出演

### 【中田家】
- 中田 阿都子（なかた あつこ）

演：江利チエミ 38歳、本作の主人公。未亡人でふとんの出前洗濯と乾燥を営みつつ二人の子を育てている。
- 中田 雄一（なかた ゆういち）

演：？ 阿都子の亡夫、妻子家を駆け落ち同然に出て中田姓を名乗っていたが交通事故で死んでしまう。
- 中田 勇年（なかた たけとし）

演：松田洋治 阿都子の息子。小学校1年生。家計・家事手伝いなどで母を支えている。
- 中田 行（なかた みち）

演：二階堂千寿 阿都子の娘。4歳。幼いながらも一人で留守番をつとめる。
- 中田 稜（なかたりょう）

演：中島久之 阿都子の弟で、東都大学の夜学に通いながら阿都子の仕事を手伝い家計を支えている。熱くなりやすい性格でたびたび喧嘩腰になる。特に右子に対しては好意を抱く反動から喧嘩へ発展しがちだったが…。
- 川崎 ちよ（第2回以降）

演：乙羽信子 51歳、中田姉弟の叔母。大劇場・新橋劇場の客席主任。独身。中田家の後見人・親代わりのような存在。稜にとっては早世した両親に代わり女手ひとつで高校卒業まで育てられたことから母親同然の存在。引っ越しを機に妻子家と中田家の縁を繋ごうと動き始める。

### 【妻子医院の人々】
- 妻子 雄作

演：山村聡 65歳。妻子医院院長。一本気な性格で感情表現が不器用だが、外科医としての実力とその誠実な人柄から多くの人に慕われている。阿都子とは8年前の雄作との交際時から一貫して反対の立場を取ってきた。阿都子に対しては誤解から拭いがたい不信感を抱いていたが、阿都子や孫たちが引っ越してきて、顔を合わせることで考えを徐々に改めていく。妹川静の談によれば「日本の臨床外科医の中では10本の指に入る御人」であり、大学病院からもたびたび誘いを受けているが「気楽な町医者稼業が一番」と誘いを断っている。趣味は長風呂（自宅に檜風呂を設置しているほか、自ら浴室掃除も行うこだわりを持つ）とパチンコ（乙四郎と一緒のことが多い）。妻は2年前に亡くなった。
- 妻子 右子（つまこ ゆうこ）

演：音無美紀子 妻子家の長女。25歳。妻子医院の小児科医。東都大学病院へも席を置き、通っている。母亡き後から阿都子たちが引っ越してくるまでの間は中田家と妻子家を繋ぐ唯一の人物だった。阿都子たちと雄作との関係修復に努めるべく気を遣う。稜とは行き違いから喧嘩へ発展しがちだが一目置いている。
- 妻子 左千子（つまこ さちこ）（第6回以降）

演：東海林典子 妻子家の次女。16歳。約2年カナダへ留学していたが兄の死を機に区切りをつけて帰国。中学浪人。ひょんなことから勇年や行たちと仲良くなり、稜へ家庭教師を依頼する。一度決めたら必ず実行する意志の強さがある（兄譲りだと周囲は話す）。趣味は父同様に長風呂。
- 大城 三十六（おおしろ さとむ）（第2回以降）

演：新克利 妻子医院の勤務医。34歳。京都出身。雄作の腕に惚れ込んでいる。東都大学病院へも在籍。右子の兄代わり的存在。兄子に好意を抱いているが、兄子と同様に自分の気持ちに素直になれないでいる。
- 沢村 喬士（さわむら たかし）

演：佐藤佑介 赤ん坊のときに捨てられ孤児院で育った。中学2年のとき新聞配達中に妻子医院の前で盲腸のためにうずくまっているところを雄作に助けられ、以来住み込みで働いている。妻子医院の栄養士代理で家事も担当。夜学へ通う。16歳。ガールフレンドがいる。
- 妹川 静（いもかわ しずか）

演：園佳也子 妻子医院の主任看護婦。関西弁を話す。「雄一さんを色仕掛けで誘惑して、院長先生から奪っていった」と中田家の人間、特に阿都子を「あのふとん乾燥屋」呼ばわりし、嫌悪していたが、関わっていくに徐々に打ち解けていく。雄作を尊敬しており、身体の弱い雄作の妻に代わって、左千子を親代わりとなって育てたことから左千子を溺愛している。非常に妬きやすい性格で怒りっぽく、阿都子やちよのことで乙四郎とはたびたび夫婦喧嘩になる。子供はいない。
- 妹川 乙四郎（いもかわ おとしろう）

演：財津一郎 静の夫でエルエム製薬のセールスマン。気がやさしい常識人。阿都子を若奥さんと呼び、中田家を何かとサポートし、妻子家との仲を取り持とうとしている。雄作とは15年来の商売相手（妻の静よりも古い付き合いだという）で、個人的にも尊敬しているほか、パチンコ仲間である。ちよのことを「あの人こそ妻子家と中田家を結ぶ架け橋になる人」と人柄も含めて一目置き応対している。
- 宇佐 美鉄子（第9回以降）

演：西川ひとみ 喬士のガールフレンドで夜学の同級生。
- 甘利 梅子

演：大和撫子 妻子医院の看護婦。
- 木原 マチ子

演：清水めぐみ 妻子医院の看護婦。

### 【近所に住む人々】
- 堀 兄子（ほり さきこ）

演：波乃久里子 フローリスト堀（看板のみ。実際は堀花店という名称を使用）の女主人。『あんちゃん』の愛称で呼ばれている。右子とは小学校からの幼馴染。29歳。気が強い。両親は既に故人（父親は稀代の結婚時には存命だった）。ふとしたことから大城へ好意を抱き始めるが自分の気持ちに素直になれないでいる。
- 館林 稀代（たてばやし きよ）（第2回以降）

演：三ツ矢歌子 兄子の姉。38歳〜39歳。夫の公平が浮気をしていると兄子のもとへ家出。その誤解は解けたが、思うことがあり、また親代わりとして大城と兄子を一緒にさせたいと考え、引き続き兄子のもとへ留まり、別居している。公平とは結婚して5年経つが極めて仲はよい。子供はいない。妻子家とは昔から親しく、亡くなった雄一とはよく映画を見に行ったことがあり、雄作夫婦は仲人にあたる。
- 館林 公平（たてばやし こうへい）（第3回以降）

演：杉浦直樹 43歳。稀代の夫で羽田空港の航空管制官。気配り上手で家事全般もこなす器用でまめな性格だが、それが稀代の重荷になっている。稀代を心底愛しており（家事をこなすようになったのは稀代が結婚当初家事全般がまるでダメだったことから）、別居後も毎日稀代へ電話を掛け、勤務の合間に花屋へ訪れる。妻子雄作夫妻が仲人であった関係で妻子家へもたびたび出入りしている。
- 三宅 知弥（みやけ ともや）（第3回以降）

演：岸部シロー 兄子のボーイフレンドで近所のスーパーマーケットの経営者の三男。稀代に好意を抱いている。
- 三宅 正弥（みやけ まさや）（第6回以降）

演：土屋健一 知弥の甥。急患として妻子医院へ運ばれるが、急性盲腸炎で難なきを得る。
- 出海 トミ子（いずみ とみこ）

演：杉山とく子 48歳〜49歳。出海運送店のおかみさんで、中田家の借家の大家。
- 出海 富士夫（いずみ ふじお）

演：江戸家小猫 (初代) トミ子の甥で、稜の同級生。中田家を出海運送店の店子として斡旋した。
- 酒匂二三（さかおり ふみ）（第4回以降）

演：大和田獏 勇年の担任教師、新卒で勇年からは『新米』と呼ばれている。真面目で教育熱心な性格。当初は勇年のことを誤解しお互いに快く思っていなかったが後に打ち解ける。
- 花屋の客

演：森本健介（第2回）、泉よし子（第10回）
- 主婦たち

演：佳島由季（第1回）、北川博子（第3回）、横田泰代（第7回）、たくみさよ（第8回）
- 患者

演：丸山詠二（第1回）、紅林靖子（第10回）
- 中田商店に見積依頼をする消防署員（電話の声のみ）（第3回）

演：豊川晋吾
- 中田商店の得意先の保育園に勤める保母（第10回）

演：河西真由美

### 【新橋劇場のスタッフなど】
- 食堂係

演：西朱美（第6回）
- 小野

演：依田三津子（第2回、第6回）
- 石上

演：山口紀子（第2回、第6回）
- 案内嬢たち

演：森田元子（第2回、第5回）／江口百子（第6回）
- 来場客

演：山本武（第2回）

### 【その他の人々】
- 館林と同僚の航空管制官

演：亀谷雅彦（第5回）
- 守衛（第10、11回）

演：松本敏男 行が迷子になった撮影スタジオの門番兼守衛
- 大城と同僚の医局員

演：汐見直行（第11回）
- 劇団いろは（第1、3、5、8回）
- 劇団若草（第5回）
- 劇団日本児童（第5回）
- エースプロ（第3、5、7、10回）

## スタッフ
- 技術：高橋紀男
- カメラ：細野克雄
- 照明：脇 守
- カラー調整：石垣 強
- 音声：八重沢 清
- VTR：井沢(伊沢)和幸
- 効果：大塚民生
- 美術製作：矢郷 進
- 美術デザイン：竹内誠二
- タイトル：篠原栄太
- 協力：東通、アックス
- 作：服部佳
- 演出：川俣公明
- 音楽：平尾昌晃
- プロデューサー：石井ふく子

## 協力
- 東通
- きもの英 （2、4、5、6、8、10回）
- 東京ブラウス（第3、7、9、11回）

## 主題歌
「はじめまして」（歌：江利チエミ / 作詞：服部佳 / 作曲：平尾昌晃 /  / 発売：キングレコード）